# Duitama
Duitama là một khu tự quản thuộc tỉnh Boyacá, Colombia. Thủ phủ của khu tự quản Duitama đóng tại Duitama Khu tự quản Duitama có diện tích 186 ki lô mét vuông. Đến thời điểm ngày 28 tháng 5 năm 2020, khu tự quản Duitama có dân số 126,670 người.